# フタル酸-4,5-ジオキシゲナーゼ
フタル酸-4,5-ジオキシゲナーゼ（phthalate 4,5-dioxygenase）は、次の化学反応を触媒する酸化還元酵素である。
フタル酸 + NADH + H+ + O2 {\displaystyle \rightleftharpoons } cis-4,5-ジヒドロキシシクロヘキサ-1(6),2-ジエン-1,2-ジカルボン酸 + NAD+
反応式の通り、この酵素の基質はフタル酸とNADHとH+とO2、生成物はcis-4,5-ジヒドロキシシクロヘキサ-1(6),2-ジエン-1,2-ジカルボン酸とNAD+である。補因子として鉄とFMNと鉄硫黄を用いる。
組織名はphthalate,NADH:oxygen oxidoreductase (4,5-hydroxylating)で、別名にPDO、phthalate dioxygenaseがある。